# Naughty by Nature
Naughty by Nature er en Hip Hop gruppe fra USA. Består af Treach, Vin Rock (Vinnie) og KayGee.

## Diskografi
- O.P.P. (1991)
- Naughty by nature (1991)
- 19 Naughty III (1993)
- Poverty's paradise (1995)
- Nineteen naughty nine nature's fury (1999)
- Icons (2002)

| Musikgruppe | Spire Denne artikel om en amerikansk musikgruppe er en spire som bør udbygges. Du er velkommen til at hjælpe Wikipedia ved at udvide den. |